# Il libro dei morti (Patricia Cornwell)
Il libro dei morti (Book of the dead) è un romanzo della scrittrice statunitense Patricia Cornwell pubblicato nel 2007.

## Trama
Kay Scarpetta trasferitasi a Charleston (Carolina del Sud) è aiutata nel suo lavoro dalla nipote Lucy e dal poliziotto Pete Marino.
L'omicidio della nascente stella del tennis mondiale, Drew Martin a Roma sembra collegato ad un serial killer che ha colpito nella Carolina, così Kay ed il marito Benton Wesley si recano in Italia affiancando la polizia e trovando i primi indizi per la soluzione del caso.

## Edizioni
- Patricia Cornwell, Il libro dei morti, Arnoldo Mondadori Editore, 2007, ISBN 88-04-564245.